# Jaime García Arévalo
Jaime Eusebio García Arévalo (Cartagena, Región de Valparaíso, 11 de octubre de 1976) es un exfutbolista profesional y entrenador chileno. Actualmente dirige a Huachipato de la Primera División de Chile.

## Trayectoria
Nacido en Cartagena, comenzó su carrera en el elenco de su comuna natal, Cartagena Atlético. Posteriormente, vistió los colores de San Antonio Unido, Deportes Melipilla, Santiago Morning y San Marcos de Arica, antes de retirarse.
Ya como entrenador, dirigió a las divisiones inferiores de la Universidad de Concepción, Deportes La Serena y a Santiago Morning, para recalar en Ñublense de Chillán en 2019. En 2020, García consigue el ascenso a la Primera División de Chile junto al elenco chillanejo tras consagrarse campeón de la Primera B. En la temporada siguiente, Ñublense finalizó en el séptimo puesto de la tabla de posiciones con 44 puntos, clasificándose a la Copa Sudamericana 2022, lo que significó la segunda participación en un torneo internacional en la historia de la institución.
García se caracteriza por realizar una reunión en la cancha con sus jugadores una vez terminados los partidos, sin importar el resultado de este. El estratega reveló que realiza esta acción desde que dirigía a las divisiones inferiores de Palestino "para terminar con una palabra de aliento o una tirada de orejas, para después en la semana no hablar".
El 4 de septiembre de 2023, es anunciada su salida del banco del conjunto chillanejo. Los medios indicaron que el motivo de la salida era una nula relación con la plana directiva del equipo y una discusión con el presidente del club Sergio Gioino, tras una pelea entre dos jugadores en un entrenamiento.
El 23 de mayo de 2024 es anunciado como el nuevo entrenador de Santiago Wanderers de la Primera B chilena en reemplazo de Francisco Palladino. En octubre del mismo año es anunciado su despido del equipo caturro,siendo los motivos del despido desencuentros con la directiva del equipo, entre ellos una orden dirigencial para no alinear jugadores.El 20 de noviembre de 2024 es anunciado como el nuevo adiestrador de Huachipato de la Primera División chilena, con vistas a la temporada 2025.

## Clubes

### Como jugador
| Equipo               | País  | Año       |
| -------------------- | ----- | --------- |
| San Antonio Unido    | Chile | 1995-1997 |
| Municipal Las Condes | Chile | 1998      |
| San Antonio Unido    | Chile | 1999      |
| Deportes Arica       | Chile | 2000-2002 |
| Santiago Morning     | Chile | 2003-2004 |
| Deportes Melipilla   | Chile | 2005-2008 |
| Lota Schwager        | Chile | 2008      |

### Como asistente
| Equipo             | País  | Año       |
| ------------------ | ----- | --------- |
| Coquimbo Unido     | Chile | 2012-2013 |
| San Antonio Unido  | Chile | 2014-2015 |
| Deportes La Serena | Chile | 2015-2016 |

### Como entrenador
| Equipo                     | Div.                | Temporada           | Liga | Liga | Liga | Liga | Liga |    | Copa | Copa | Copa | Copa |   | Internacional | Internacional | Internacional | Internacional | Internacional |   | Otros | Otros | Otros | Otros |    | Totales     | Totales | Totales | Totales | Totales | Totales | Totales | Totales | Totales |
| Equipo                     | Div.                | Temporada           | PD   | G    | E    | P    | Pos. | PD | G    | E    | P    | PD   | G | E             | P             | Pos.          | PD            | G             | E | P     | PD    | G     | E     | P  | Rendimiento | GF      | GC      | Dif.    | Ptos.   |         |         |         |         |
| -------------------------- | ------------------- | ------------------- | ---- | ---- | ---- | ---- | ---- | -- | ---- | ---- | ---- | ---- | - | ------------- | ------------- | ------------- | ------------- | ------------- | - | ----- | ----- | ----- | ----- | -- | ----------- | ------- | ------- | ------- | ------- | ------- | ------- | ------- | ------- |
| Deportes La Serena · Chile | 2.ª                 | 2016-17             | 22   | 12   | 4    | 6    | 4.º  | 2  | 1    | 0    | 1    | -    | - | -             | -             | -             | -             | -             | - | -     | 24    | 13    | 4     | 7  | 59.73%      | 36      | 27      | +9      | 43      |         |         |         |         |
| Deportes La Serena · Chile | 2.ª                 | 2017                | 15   | 5    | 4    | 6    | 11.º | -  | -    | -    | -    | -    | - | -             | -             | -             | -             | -             | - | -     | 15    | 5     | 4     | 6  | 42.22%      | 20      | 20      | +0      | 29      |         |         |         |         |
| Deportes La Serena · Chile | Total               | Total               | 37   | 17   | 8    | 12   | -    | 2  | 1    | 0    | 1    | -    | - | -             | -             | -             | -             | -             | - | -     | 39    | 18    | 8     | 13 | 52.99%      | 56      | 47      | +9      | 62      |         |         |         |         |
| Santiago Morning · Chile   | 2.ª                 | 2018                | 29   | 12   | 6    | 11   | Inc. | 2  | 0    | 2    | 0    | -    | - | -             | -             | -             | -             | -             | - | -     | 31    | 12    | 8     | 11 | 47.31%      | 37      | 40      | -3      | 44      |         |         |         |         |
| Santiago Morning · Chile   | Total               | Total               | 29   | 12   | 6    | 11   | -    | 2  | 0    | 2    | 0    | -    | - | -             | -             | -             | -             | -             | - | -     | 31    | 12    | 8     | 11 | 47.31%      | 37      | 40      | -3      | 44      |         |         |         |         |
| Ñublense · Chile           | 2.ª                 | 2019                | 21   | 10   | 7    | 4    | 3.º  | 4  | 1    | 2    | 1    | -    | - | -             | -             | -             | 2             | 1             | 0 | 1     | 27    | 12    | 9     | 6  | 55.55%      | 36      | 27      | +9      | 45      |         |         |         |         |
| Ñublense · Chile           | 2.ª                 | 2020                | 28   | 15   | 5    | 8    | 1.º  | -  | -    | -    | -    | -    | - | -             | -             | -             | -             | -             | - | -     | 28    | 15    | 5     | 8  | 59.52%      | 51      | 33      | +18     | 50      |         |         |         |         |
| Ñublense · Chile           | 1.ª                 | 2021                | 32   | 11   | 11   | 10   | 7.º  | 6  | 1    | 4    | 1    | -    | - | -             | -             | -             | 1             | 0             | 1 | 0     | 39    | 12    | 16    | 11 | 44.45%      | 55      | 43      | +12     | 52      |         |         |         |         |
| Ñublense · Chile           | 1.ª                 | 2022                | 30   | 14   | 10   | 6    | 2.º  | 6  | 3    | 1    | 2    | 2    | 0 | 1             | 1             | 1ªF           | -             | -             | - | -     | 38    | 17    | 12    | 9  | 55.27%      | 54      | 40      | +14     | 63      |         |         |         |         |
| Ñublense · Chile           | 1.ª                 | 2023                | 23   | 7    | 6    | 10   | Inc. | 1  | 0    | 0    | 1    | 10   | 3 | 3             | 4             | 1/8           | -             | -             | - | -     | 34    | 10    | 9     | 15 | 38.23%      | 31      | 47      | -16     | 39      |         |         |         |         |
| Ñublense · Chile           | Total               | Total               | 134  | 57   | 39   | 38   | -    | 17 | 5    | 7    | 5    | 12   | 3 | 4             | 5             | -             | 3             | 1             | 1 | 1     | 166   | 66    | 51    | 49 | 50%         | 227     | 190     | +37     | 249     |         |         |         |         |
| Santiago Wanderers · Chile | 2.ª                 | 2024                | 15   | 5    | 5    | 5    | Inc. | 5  | 2    | 2    | 1    | -    | - | -             | -             | -             | -             | -             | - | -     | 20    | 7     | 7     | 6  | 46.67%      | 36      | 25      | +11     | 28      |         |         |         |         |
| Santiago Wanderers · Chile | Total               | Total               | 15   | 5    | 5    | 5    | -    | 5  | 2    | 2    | 1    | -    | - | -             | -             | -             | -             | -             | - | -     | 20    | 7     | 7     | 6  | 46.67%      | 36      | 25      | +11     | 28      |         |         |         |         |
| Huachipato · Chile         | 1.ª                 | 2025                | 20   | 8    | 4    | 8    | -    | 10 | 5    | 4    | 1    | -    | - | -             | -             | -             | -             | -             | - | -     | 30    | 13    | 8     | 9  | 52.22%      | 48      | 39      | +9      | 47      |         |         |         |         |
| Huachipato · Chile         | Total               | Total               | 20   | 8    | 4    | 8    | -    | 10 | 5    | 4    | 1    | -    | - | -             | -             | -             | -             | -             | - | -     | 30    | 13    | 8     | 9  | 52.22%      | 48      | 39      | +9      | 47      |         |         |         |         |
| Total en su carrera        | Total en su carrera | Total en su carrera | 235  | 99   | 62   | 74   | -    | 36 | 13   | 15   | 8    | 12   | 3 | 4             | 5             | -             | 3             | 1             | 1 | 1     | 286   | 116   | 82    | 88 | 50.12%      | 404     | 341     | +63     | 430     |         |         |         |         |
| 1. 2. 3.                   |                     |                     |      |      |      |      |      |    |      |      |      |      |   |               |               |               |               |               |   |       |       |       |       |    |             |         |         |         |         |         |         |         |         |

#### Resumen estadístico
| Competición               | Partidos | Ganados | Empatados | Perdidos | %      | Resultado        |
| ------------------------- | -------- | ------- | --------- | -------- | ------ | ---------------- |
| Primera B de Chile        | 132      | 60      | 31        | 41       | 53.28% | Campeón          |
| Primera División de Chile | 105      | 40      | 31        | 34       | 47.94% | Subcampeón       |
| Copa Chile                | 36       | 13      | 15        | 8        | 50%    | Cuartos de final |
| Supercopa de Chile        | 1        | 0       | 1         | 0        | 33.33% | Subcampeón       |
| Copa Libertadores         | 6        | 1       | 2         | 3        | 27.78% | Fase de grupos   |
| Copa Sudamericana         | 6        | 2       | 2         | 2        | 44.44% | Octavos de final |
| TOTAL                     | 286      | 116     | 82        | 88       | 50.12% | 1 Título         |

## Palmarés

### Como jugador

#### Campeonatos nacionales
| Título    | Equipo             | País  | Año  |
| --------- | ------------------ | ----- | ---- |
| Primera B | Deportes Melipilla | Chile | 2006 |

### Como entrenador
| Título    | Equipo   | País  | Año  |
| --------- | -------- | ----- | ---- |
| Primera B | Ñublense | Chile | 2020 |